# 微笑勋章
微笑勋章（波蘭語：Order Uśmiechu）是波兰设立的国际性奖项，授予为儿童带来欢乐的人士。该勋章由儿童亲自颁发。获授者要在授勋仪式上微笑地喝一杯柠檬汁。

## 简介
设立微笑勋章的想法最早由《波兰信使报》于1968年提出。根据刊登的采访，一名康复医院的男孩想给照顾他的医生一枚勋章，以表达自己的感激之情。记者们决定在全国范围内向儿童们征集勋章的设计方案。第一枚微笑勋章于1969年2月6日授予了波兹南外科医生维克托·维加。
在1979年的国际儿童年，联合国秘书长库尔特·瓦尔德海姆正式承认了该勋章。从此，微笑勋章成为了一个国际性奖项。
1996年，拉布卡-茲德魯伊建立了微笑勋章博物馆。2003年，为了纪念勋章设立35周年，人们在希维德尼察举办了第一次国际年会，并成立了欧洲儿童友谊中心。在会议上，希维德尼察成为“儿童梦之都”，每年的9月21日被定为“微笑勋章儿童日”。

## 获授者
- 伊雷娜·森德勒（2007年授予；97岁，为最年长获授者）[3]
- 马拉拉·优素福扎伊（2016年授予；19岁，为最年轻获授者）[4]
- 雅库布·布瓦什奇科夫斯基（2016年授予）[4]
- 罗伯特·莱万多夫斯基（2022年授予）[5]